# Oscar Zazo
Oscar Zazo est un karatéka espagnol surtout connu pour avoir remporté l'épreuve de kumite individuel masculin plus de 80 kilos aux championnats d'Europe de karaté 1985 organisés à Oslo, en Norvège.

## Résultats
| Résultat      | Date | Épreuve                   | Catégorie | Compétition                | Ville hôte       |
| ------------- | ---- | ------------------------- | --------- | -------------------------- | ---------------- |
| Médaille d'or | 1985 | Kumite individuel + 80 kg | Seniors   | Championnats d'Europe 1985 | Oslo, en Norvège |